# Onze-Lieve-Vrouw van de Rozenkranskerk (Ransberg)
De Onze-Lieve-Vrouw van de Rozenkranskerk is een kerk in het Belgische Ransberg, deelgemeente van Kortenaken.

## Geschiedenis van de kerk
In 1419 liet edelvrouwe Elisabeth Van Ransberghe, weduwe van ridder Geldolphus de Pere, op de berg een ruime kapel bouwen om er dagelijks een mis te laten opdragen voor zichzelf, voor haar overleden man en voor hun bloedverwanten. Zij bekwam van de bisschop van Luik en van de pastoor en de heer van Neerlinter, dat een kapelaan kon benoemd worden die verbonden bleef aan de kapel. De edelvrouwe schonk daartoe haar huis en voldoende goederen om deze priester te voorzien van alle levensnoodzakelijkheden. 
De kapel was toegewijd aan Onze-Lieve-Vrouw en ze kreeg veel bezoekers, zeker wanneer er  verscheidene ‘uitstekende’ mirakels gebeurden zoals op 9 februari 1629 officieel bevestigd werd door de meier en de schepenen van het dorp. Op voorspraak van de Moeder Gods Maria kon een kreupele vrouw terug gaan, werd een dood geboren kind levend gemaakt en ook een overleden kind werd weer levend. 
De kapel werd in 1823 opgewaardeerd tot de parochiekerk Onze-Lieve-Vrouw van de Rozenkrans van Ransberg. Het huidige neogotische gebouw dateert van circa 1885 en werd opgericht nadat de oorspronkelijke kerk was afgebrand. 

## Interieur
De koorlambrisering met het mooie houtsnijwerk (1866) is van Felix Lambeets van Neerlinter. De zes beelden werden vervaardigd door beeldhouwer Dumont van Sint-Truiden in 1866 en 1867. De preekstoel met drie figuren die de drie goddelijke deugden verbeelden, zou uit het klooster van de Minderbroeders in Leuven komen.
Het orgel, afkomstig uit de oude kerk, is vóór 1857 gebouwd door Pieter-Adam Van Dinter. Het werd in de jaren 1930 getransformeerd. Het is sinds 1981 beschermd als monument. 